# Обавештајно-безбедносни систем Француске
Савремени француски обавештајни и контраобавештајни систем се састоји од споја јединица формираних још у време Наполеона Првог и организације основане од стране генерала Шарла де Гола, вође владе Слободне Француске за време Другог светског рата. Од 1946. до 1981. године, главна француска обавештајна служба је била SDECE. Током 1981. године, SDECE је реорганизован у GDCE (Генерални директорат спољне безбедности). Иако је агенција променила своју структуру, задржала је првобитне функције: обавештајна делатност на територији других земаља, контрашпијунажа изван Француске, тајне интервенције у политику страних земаља.
Француски обавештајни систем састоји се од војних и цивилних агенција које одговарају извршној власти (извршном огранку или представништву). Цивилни обавештајни систем је усмерен ка контраобавештајном раду и националној безбедности. Ово захтева не само знатну националну обавештајну и безбедносну структуру, већ и испомоћ и сарадњу покрајинских безбедносних агенција за спровођење закона. У спољнообавештајном раду примат има војска. Ова подела моћи да је војним и цивилним агенцијама сопствену de facto надлежност у сфери обавештајног рада.
Последњих година, француске обавештајне и безбедносне силе суочавају се са повећањем броја терористичких претњи, углавном од стране северноафричких исламских милитантних група. После напада на САД 11. септембра 2001. године, Француска се придружила интернационалној обавештајној коалицији чији је циљ проналажење и распарчавање (растављање, онеспособљавање) терористичких организација и њихових оперативних јединица(ћелија).

## Настанак и историјски развој
Француска своју моћ и положај у Европи и свету стиче у периоду шестог и седмог века, на темељима државног јединства и започетих колонијалних освајања. Тај период се узима за почетак развоја обавештајних активности али је у периоду владавине Луја IX (1214-1270) дошло до видљивих помака у организацији полицијских и обавештајних установа и послова. 
Доношење првог закона о регулацији полицијских послова, средином XV века, Луј XI (1461-1483) значајно је допринео даљем развоју обавештајних активности са већим освртом на дипломатију. Сматра се идејним творцем француске обавештајне службе као посебног државног органа. Поред тога сматра се и зачетником контрашпијунаже. Такозвани „Црни кабинет“, основао је управо он, са идејом да та установа заједно са краљевском поштом спроводи цензуру писама. Луј XI је показивао велико неповерење спрам страних изасланицима, етикетирајући их као „привилеговане шпијуне“. И сам је користио тај метод поседовања шпијуна, „верног пријатеља“ у противничком простору. 
У Француској политици значајни допринос и утицај имао је кардинал Ришеље (1585—1642), који је као основно средство у борби против непријатељске државе сматрао подривање изнутра, наравно дејствовањем шпијуна. Због успешности његове тактике са правом се сматра оснивачем француске војно-политичке обавештајне службе, коју је користио као оруђе владе. 
Даље унапређење обавештајних активности одвија се за време владавине Луја XIV (1638-1715), који формира прву модерну политичку полицију, тзв. „Биро безбедности“. Која је наставила да дејствује и на провинцијском нивоу у циљу тајне контроле грађана. Сам процес коначног конституисања специјализоване службе ангажоване за полове државне безбедности у Француској завршен је 1795. године, доношењем прописа о одговорности полиције за унутрашњу безбедност државе. Са тим реформама, служба безбедности бива концентрисана у Бироу за тајну службу Министарства рата. 
Период владавине Наполеона Бонапарте (1769—1821) значајан је за развој обавештајних активности како на унутрашњем плану, формирањем Министарства опште полиције, тако и на спољном плану, оснивањем „Обавештајног бироа“ у Бечу. У тријумфима француске војске значајан допринос имала је управо Наполеонова војнообавештајна служба, „Тајни биро“, методи изнуђивања информација од заробљеника и врбовање агената за даљи рад и сарадњу. 
Република Француска је из Првог светског рада изашла са очуваном структуром обавештајних служби, што је створило осећање да ништа не треба мењати и да се делатност служби усмери на обезбеђење интереса у новоствореним државама и праћење живота у колонијама под називом, Обавештајна служба Министарства колонија. Организационе и методолошке иновације су изостале.

## Француска безбедносна политика после 1990-их
Француска безбедносна политика је у периоду од 1970. до 1980. године, била дубоко изложена утицају идеја и политике Шарл де Гола које су биле превасходно усмерене на постизање националне сигурности и одбране Републике Француске, уз поседовање независности у доношењу одлука и подређености Сједињеним Америчким Државама, и поновно придобијање значаја који је Француска поседовала у својој историји. Тај прототип његових ставова и идеја одржаван је од стране свих његових следбеника.
Од деведесетих година 20. века, Француска је започела низ промена у структури и организацији сопствених снага. Структура војне команде је редизајнирана са циљем да олакша примену силе укључујући и интервенције на територијама других држава. Већина расположивих снага које је Република Француска поседовала брзо се трансформисала, тако да су је чинили професионални војници или регрути који су пристајали да се боре преко мора. Такође, тадашњи нуклеарни приоритети Француске су умногоме смањили количину новчаних средстава за конвенционалне војне програме. При том иако се наглашавала потреба за смањењем удела трошкова за нуклеарне капацитете у Француском војном буџету, све је остало у теорији али не и спроведено у пракси.
Када се сагледају све промене у Француској војсци, нигде те промене нису биле знатно корените и веће, као у жељи Париза за већом војном и политичком аутономије у области војне обавештајни службе и комуникације. Што само потврђује констатацију Француског владиног званичника да „Обавештајна служба треба да буде апсолутни приоритет”.

## Организација обавештајно-безбедносног система
Од свих европских држава Република Француска једна је од оних које имају највише искуства у обавештајном и контраобавештајном супротстављању савременим безбедносним претњама (тероризму, организованом криминалу, итд). На то указује савремен и веома моћан обавештајно-безбедносни систем, који има дугу традицију развоја. 
Основу његовог деловања представља политичко-правни систем Француске ске, који је својеврсна комбинација председничког и парламентарног система. На челу државе је председник, који има и одређене прерогативе извршне власти, уз постојање парламентарног учешћа.
На челу обавештајно-безбедносног система Републике Француске налази се мноштво саветодавних, координационих и надзорних тела и комитета. Дуги низ година најзначајније тело био је Међуресорски комитет за обавештајно-безбедносне послове (Comité Interministériel du Renseignement – CIR) основан 1959. године. На основу Уредбе из 1989. године CIR је био задужен за утврђивање националних смерница за деловање француског обавештајно-безбедносног система и координацију рада и сарадње свих чланица обавештајно-безбедносног система. CIR се састајао најмање једном годишње, њиме је председавао премијер, а чланови су били министри иностраних и унутрашњих послова, националне одбране, економије, финансије и буџете, индустрије, истраживања и телекомуникација, и директор Генералне дирекције за спољну безбедност (DGSE). Поред премијера, посебна овлашћења у погледу рада CIR имао је и секретар одбране.
CIR je 2010. године прерастао у Национални обавештајни савет(Conseil National du Renseignement – CNR) на основу Декрета из 2009. године, који је преузео целокупну надлежност CIR. Као и у време рада CIR, новом Савету (CNR) по аутоматизму је подређен Генерални секретаријат за одбрану и националну безбедност (Secrétariat Général de la Défense et de la Sécurité Nationale – SGDSN), који је Декретом из 2009. године и Законом о војном планирању 2009–2014. године наследио Генерални секретаријат за националну одбрану (Secretariat General de la Defense Nationale – SGDN).

### Генерални секретаријат за одбрану и националну безбедност (SGDSN)
SGDSN је орган састављен од професионалаца и функционера свих обавештајно-безбедносних установа, који свакодневно обављају функције координације и усмеравања рада свих субјеката обавештајно-безбедносног система. 
Унутар SGDSN делују:
- Дирекција за општу управу (Service del’administration générale)
- Дирекција за међународне и стратешке послове и технологије (direction des affaires internationales, stratégiques et technologiques), унутар које делују:

1. поддирекција за међународне послове (sous-direction Affaires internationales),
2. поддирекција за контрапролиферацију, науку и технологију (sous-direction Non-Prolifération, sciences et technologies), и
3. поддирекција за за извоз војне опреме (sous-direction Exportations des matériels de guerre).

Дирекција се бави стратешким пословима у међународним оквирима и израдом извештаја о дешавањима у иностранству од значаја за националну безбедност Француске;
- Дирекција за заштиту државе и безбедности (direction de la protection et de la sécurité de l’Etat), задуженa за анализу претњи по националну безбедност Француске, израду стручних студија, и предлагање праваца активности обавештајно-безбедносног и целокупног система безбедности Француске, ради отклањања претњи безбедности за дужи период у оквиру које делују. У оквиру Дирекције делују:

1. поддирекција за прогнозирање и планирање безбедносне политике (sous-direction Prospective et planificationde sécurité),
2. поддирекција за заштиту тајни (sous-direction Protection du secret),
3. Међуресорна група за безбедност ваздухоплова (mission interministérielle de sûreté aérienne),
4. Група за истраживања и безбедност технологије (mission Recherche et technologies de sécurité), задуженa за израду планова и контролу извоза осетљиве технологије и војне опреме,
5. Канцеларија тајних докумената SGDSN (bureau des documents classifiés du SGDSN).

У Француској делује и више специјализованих савета и комитета задужених за националну безбедност, обавештајно-безбедносни систем, тиме и борбу против тероризма и других претњи безбедности. У последњој деценији 20. века најзначајније тело био је Савет за унутрашњу безбедност (Conseil de Sécurité Intérieur – CSI), основан 1997. године, којим је председавао премијер Француске, а стални чланови CSI су били министри унутрашњих послова, правде, одбране, спољних послова и финансија. У складу са Уредбом од 15. маја 2002, CSI је постао одговоран за дефинисање политике у области унутрашње безбедности, стални надзор њене реализације, утврђене стратегије безбедности, и утврђивање стратегије борбе протв тероризма, дефинисање начина сарадње и деловања антитерористичке заједнице у Француској. Крајем 2009. године, CSI је трансформисан у Савет за одбрану и националну безбедност (Conseil de défense et de sécurité nationale – CDSN), који има главну усмеравајућу, координирајућу и руководећу функцију над целокупним обавештајно-безбедносним системом Француске, а њиме председава председник Француске. Ова трансформација је последица настојања председника Николе Саркозија да отпочне са новом реформом обавештајно-безбедносног система која ће се темељити пре свега на искуствима обавештајне заједнице САД. Такође, уведена је и функција „националног обавештајног координатора“ (coordоnnateur national du renseignement), а чија је дужност да усмерава и координира рад свих чланица француског обавештајно-безбедносног система и помаже им у остваривању међусобне сарадње.
За разлику од других западних земаља, у Француској не постоји развијен систем парламентарне контроле и надзора рада обавештајно-безбедносних установа, иако су чињени покушаји у том смеру. Коначно, с обзиром на то да је једна од најугледнијих чланица ЕУ, Француска има обавезу и активне сарадње у области борбе против тероризма на европском нивоу. Зато она сарађује са државама чланицама ЕУ у свим антитерористичким телима ЕУ, од ТРЕВИ групе (Terrorism, Radicalism, Extremism, and International Violence group), све до Клуба Берн и његових антитерористичких група (Groupe anti-terroriste – GAT) које су основане након напада 11. септембра. После терористичких бомбашких напада у Мадриду 2004. године, Француска сарађује у овој области и са Здруженим ситуационим центром ЕУ за борбу против тероризма (European Joint Situation Centre – SitCen) под надлежношћу Генералног секретара Савета ЕУ и Високог представника за заједничку спољну и безбедносну политику (haut représentant pour la politique étrangère et de sécurité commune – CFSP).
Обавештајно-безбедносне установе у Француској делују у два министарства.
Унутар Министарства националне одбране делују: 
- Генерална дирекција за спољну безбедност (Direction Générale de la Sécurité Extérieure – DGSE);
- Дирекција за обавештајне послове (Direction du Renseignement Millitaire – DRM);
- Дирекција за заштиту и безбедност одбране (Direction de la Protection et de la Sécurité de la Défence – DPSD);
- Бригада за обавештајно и електронско ратовање (Brigade de Renseignement et de Guerre Electronic – BRGE);
- Централна служба за безбедност информационих система (Service Central de la Sécurité des Systemes d’Informations – SCSSI);
- Међуминистарска служба за обезбеђење информационих система (DISSI).

У оквиру Министарства унутрашњих послова делује Национална полиција (Police nationale), одговорна директно Влади, а преко свог генералног директора министру унутрашњих послова. Национална полиција, односно Генерална дирекција Националне полиције (Direction Générale de la Police nationale – DGPN), састоји се из следећих дирекција: 
- Дирекција националне полиције за администрацију (Direction de l’administration de la police nationale – DAPN);
- Дирекција националне полиције за оспособљавање (Direction de la formation de police nationale – DFPN);
- Централна дирекција судске полиције (Direction centrale de la police judiciaire – DCPJ);
- Централна дирекција јавне безбедности (Direction centrale de la sécurité publique – DCSP)
- Централна дирекција за унутрашње обавештавање (Direction centrale du renseignement intérieur – DCRI), настала спајањем Дирекције за надзор територије (DST) и Централне дирекције за општа обавештења (DCRG);
- Централна дирекција граничне полиције (Direction centrale de la police aux frontires – DCPAF);
- Генерална инспекција националне полиције (Inspection générale de la police nationale – IPGN);
- Централна дирекција за националну безбедност друштва (Direction centrale des compagnies républicaines de sécurité – DCCRS);
- Техничка полицијска служба за међународну сарадњу (Service de coopération technique internationale de police – SCTIP);
- Служба за заштиту значајних лица (Service de protection des hautes personnalités – SPHP);
- Префектура полиције (The Préfecture de Police), надлежна за град Париз.

У Француској делују и друге службе значајне за безбедност и обавештајни рад. При Министарству спољних послова делује Центар за анализе и прогнозе и Национална комисија за безбедност информационих система (Commission nationale de contrôle des interceptions de sécurité – CNCIS). Обавештајно-безбедносном систему припадају и Национална жандармерија (la Gendarmerie Nationale), падобранске јединице задужене за дубинска извиђања, „54. ескадрила за ваздушно осматрање“ (54 éme Escadron do Renseignement Air), Легија странаца, итд.
На плану супротстављања унутрашњем и међународном тероризму делују и следећа тела која обједињавају обавештајна сазнања везана за борбу против тероризма: 
- Јединица за координацију антитерористичких активности (Unité de Coordination de lutte antiterroriste – UCLAT);
- Међуминистарски комитет за борбу против тероризма (Comité Interministériel de Liaison Anti-Terroriste – CILAT);
- Национални комитет за безбедност на нивоу Владе.

UCLAT је основана Министарским декретом 1984. године и делује унутар Канцеларије генералног директора Националне полиције. Одговорна је за координацију, олакшавање и усмеравање свих служби у борби против тероризма.
Руководиоца и чланове UCLAT бира министар унутрашњих послова међу службеницима Министарства или другим државним службеницима који су стављени на располагање UCLAT. UCLAT врши и свакодневне анализе и синтезе података о тероризму сарађујући са канцеларијом премијера, врши централизовану управу и дистрибуцију обавештајних информација везаних за тероризам које добија од DGSE, DCRI, Жандармерије и других служби безбедности и усмерава их према министарствима унутрашњих послова, одбране, економије, финансија и индустрије, тужилаштву и судским органима. Специфична сарадња је успостављена и са специјалном антитерористичком јединицом RAID (извиђање/Resherche, подршка/Assistance, интервенција/Intervention, преговарање/ Dissuasion).

### Генерална дирекција за спољну безбедност (DGSE)
Генерална дирекција за спољну безбедност (франц. Direction Générale de la SécuritéExtérieure – DGSE);представља политичку и научно-технолошку обавештајну и контраобавештајну службу која формално делује у оквиру ресора националне одбране. Њени основни задаци су: прикупљање података из свих сфера друштвеног живота неке стране земље ради предвиђања развоја ситуације која би могла угрозити војне, политичке, привредне и друге интересе Француске; прикупљање података из области науке, технологије и информатике с циљем да се повећа укупан фонд француских знања из ових области; и откривање планова и позиција страних обавештајних служби ради спречавања њихове делатности и акција усмерених према Француској или у Француској. 
У оквиру DGSE делује посебна Дирекција за стратегију која тесно сарађује са Министарством иностраних послова и разматра документе о доктрини и генералној оријентацији, процењује могућност превладавања одређених политичких опција на дужи рок и томе слично. 
Поред ње, у Централи DGSE делују: Дирекција за истраживање; Дирекција за контрашпијунажу; Дирекција за проучавање и документацију; Дирекција за акције; Служба техничког материјала; Финансијска и кадровска служба; Дипломатски саветник; Саветник за психологију.

### Дирекција за обавештајне послове (DRM)
Дирекција за обавештајне послове (франц. Direction du Renseignement Millitaire – DRM) представља обавештајну службу створену 1992. године ради отклањања слабости у обавештајном раду војне природе које су уочене током Заливског рата. 
У оснивачком акту, као делокруг рада, наводи се планирање, координација, прикупљање и коришћење података само војне природе. У међувремену је почела да се бави и прикупљањем свих обавештајних података од војног значаја, укључујући стратешки и политички обавештајни рад за који је првенствено надлежан DGSE. 
Ова служба је апсорбовала дотадашњу делатност службе CERM – Центра за експлоатацију обавештајних података, чији је задатак био аналитичка обрада података, издрада обавештајних материјала и њихова дистрибуција јединицама, штабовима и командама, као и планирање и усмеравање осталих видова обавештајне активности. Служба DRM је организована на сличним принципима као и CERM. Већину података добија анализом сателитских и других електромагнетских снимака, и у томе се максимално ослања на BRGE. Директно је потчињена Министарству националне одбране.

### Дирекција за заштиту и безбедност одбране (DPSD)
Дирекција за заштиту и безбедност одбране (франц. Direction de la Protection et de la Sécurité de la Défence – DPSD)формирана је после 2. светског рата као контраобавештајна служба за заштиту установа, команди и јединица оружаних снага Француске, а уобичајена скраћеница за њу је SM (од Securite Militaire – Војна безбедност). 
Редефиниција надлежности ове службе извршена је Декретом од 1979. године. Данас представља специјализовану службу безбедности француске армије чији је основни задатак контраобавештајна заштита француске армије и привредних институција које претежно раде за потребе војске. Нема извршна овлашћења и по томе је атипична (неоперативна) политичка полиција, односно служба безбедности. DPSD организационо и функционално припада Генералштабу, али је директно везана за Министарство одбране. 
DPSD је организована у 4 одељења: 1. Одељење за истраживање и експлоатацију; 2. Одељење за индустрију; 3. Одељење које обавља административне и организационе послове; 4. Одељење које се бави анализирањем рада и израдом докумената корисницима.

### Централна дирекција за унутрашње обавештавање (DCRI)
Као једна од носећих дирекција у оквиру Министарства унутрашњих послова делује Централна дирекција за унутрашње обавештавање (франц. Direction centrale du renseignement intérieur), која је настала спајањем Дирекције за надзор територије (DST) и Централне дирекције за општа обавештења (DCRG).
Дирекција за надзор територије ( Direction de la Surveillance de Territoire – DST) је контраобавештајна служба која је била основана још 1899. године, али је фактички радила само од 1939. до 1942. године, када је расформирана. Њен рад је обновљен након коначног ослобођења Француске од немачке окупације 1945. године. DST има за основни задатак спречавање и сузбијање продора страних обавештајних служби, супротстављање тероризму и решавање других безбедносних проблема унутар државних граница Француске. На плану спречавања и сузбијања тероризма, она истражује податке везане за тероризам међународног значаја и то када се ради о активностима терористичких група базираних у иностранству. 
Дирекција за општа обавештења (Direction des Renseignements Generaux - RG) основана је 1949. године трансформацијом Службе за општа обавештавања. RG је била ресорска обавештајна служба која је деловала у оквиру Министарства унутрашњих послова на плану прикупљања и централизације безбедносних информација. За разлику од DST-а и судске полиције, она није имала извршних овлашћења. Била је ангажована на реализацији остваривања ширег полицијског надзора и прикупљања података, која даље служе као основа за активност других специјализованих полицијских установа у Француској.
DCRI је строго централизована територијална служба безбедности, с тим што ради реализације својих контраобавештајних активности и послова има право да делује офанзивно према другим државама.
У делокруг рада, улазе следећи послови:
- праћење, тајна контрола и спречавање свих видова тајне активности усмерене против Француске из иностранства;
- надзор над радом политичких удружења и организација у Француској и изван ње;
- обезбеђење нуклеарних тајни Француске;
- заштита од економско-индустријске шпијунаже;
- контрола дневне штампе и других публикација;
- увид у активности емиграната са екстремним ставовима и понашањем;
- прикупљање дневних информација из штампе и полицијских извештаја на основу којих израђује прегледе у циљу обавештавања Владе;
- присуствовање заседањима скупштина области и округа, као и скуповима политичких удружења и огранизација;
- вршење надзора над сумњивим групама, организацијама и појединцима (студентске и синдикалне организације, мировни покрети, организације и клубови емиграната итд.);
- контрола граничних прелаза у сарадњи са ваздушном и граничном полицијом;

-откривање и праћење појединачних и групних потенцијално опасних манифестација класичног криминалитета (насиље, промет наркотика...);
- сарадња са DRM, DPSD и DGSE.[3]

## Стратегија борбе против тероризма
Француска стратегија борбе против тероризма заснована је на принципима прагматичног одговора на различите терористичке акте, односно на превентивном деловању свих субјеката система националне безбедности, како би се сви терористички ентитети ставили под сталну контролу и притисак. 
Као одговор на претње међународног тероризма, Француска је дефинисала и усвојила превентивни приступ у борби против тероризма, који се одликује и офанзивним обавештајним радом, посебно кроз примену агентурног и техничког метода од стране француских обавештајно-безбедносних установа, као и обавештајне сарадње; строге кривично-правне мере ради откривања и уништавања терористичких мрежа у њиховом формирању; и ликвидације осумњичених за тероризам или оптужених за распиривање екстремизма и регрутовање нових чланова терористичких организација. 
Када је глобална борба против исламистичког тероризма постала међународни приоритет након напада на САД 11. септембра 2001, у Француској је био на снази најразвијенији модел борбе против унутрашњег и међународног тероризма у Европи, дефинисан већ више деценија. Модел обухвата чврст правни и политички оквир антитерористичких операција, строге законске одредбе о кажњавању терористичких активности, специјализоване иследне и кривично-правне мере, појачан обавештајни рад, успостављање посебног система иснародних терористичких група у Алжиру 80-их година, као и напад Ал Каиде 11. септембра 2001. године у САД и Лондону и Мадриду 2004. године ради унапређења мера за превенцију тероризма.
Република Француска се суочавала са терористичким нападима током рата у Алжиру педесетих година 20. века као и Палестинским терористичким групама седамдесетих. Такође као активне се појављују и домаће радикалне левичарске и сепаратистичке групе из Баскије и Корзике. Што се тиче догађаја скоријег датума, исламски екстремитети су спровели два таласа терористички напада на препуним местима као што су метро и маркет. Због свих тих дешавања, Република Француска је извршила реконструкцију свог правосудног система, како би се на што ефикаснији начин изборила са терористичким претњама са којима се суочавала.
Након бомбашких напада средином осамдесетих година двадесетог века, успоставила је систем специјализованих истражних судија, у том периоду предвођених од стране Алаин Марсуда, а потом и Јеан Лоис Бругаире, који су користећи широк спектар овлашћења настојали дс реше проблеме у земљи изазване од стране терориста. Дванаест истражних судија поседује могућност да наложи прислушкивање, издају налоге и судске позиве, такође у сваком тренутку могу затражити помоћ полиције и обавештајних служби, нареде притвор у трајању од шест дана без подигнуте оптужнице као и могућност затварања у трајању од неколико година током истраге. Настоје да воде истраге непристрасно како би утврдили да ли је злочин почиње. Када пронађу доказе о криминаланим активностима, они предмет предају Француском правосуђу, да судија донесе коначну одлуку. Судије тесно сарађују са обавештајним службама. Радећи на случајевима у области тероризма дужи временски период, развијају снажне односе унутар обавештајних агенција и придобију поверење кључних обавештајних службеника. Узећи у обзир чињеницу да друге земље често додељују случајеве за решавање људима ван обавештајне службе, док службеници исте немају могућност да развију неопходну стручност за борбу против тероризма. Из наведеног се закључује да је управо способност државе Француске у ефикасном координирању у борби против тероризма, у оштром контрасту са начином приступања неких других земаља.
Као резултат специјализације у области тероризма, истражне судије настоје да изграде широку експертизу у познавању позадине појединих терориста и њихових припадајућих група, као и везе терористичких група са организованим криминалом. С обзиром на претње са којим се република Француска суочавала почетком деведесетих, приоритет напада у борби против терористичких организација јесу логистичке мреже истих, које представљају њихову слабу карику. Пратећи токове ових мрежа, настоје да спрече терористичке нападе у њиховом зачетку, настојећи да спрече њихове намере
Организације за људска права су веома скептичне према оваквом систему безбедности, тврдећи да то допушта властима да притворе велики број осумњичених иако често нису подигнуте оптужнице против њих. Критичари такође сматрају да већа власт која се препушта истражним судијама, њихове везе са обавештајним службама и недостатак надзора над њима, могу да доведу до широке распрострањености злоупотребе индивидуалних слобода. Али и да агресивне акције које би се спроводиле против Француске арапскиже заједнице, могу појачати осећај отуђености, створити још већи јаз, што би могло резултирати новим терористичким нападима.
Та честа повезаност криминала и тероризма само појачава потребу да земље настоје да побољшају ниво координације између својих различитих агенција који доприносе борби против тероризма. Република Француска поседује јединствен интеграциони систем заснован на сарадњи судија за прекршаје и француских обавештајних служби. 
Кључни услов за успешну борбу против тероризма јесте стална комуникација и пуна
сарадња између обавештајних агенција и криминалистичких и судских органа. Обавештајне информације су неопходне и за детаљно истраживање мотива, намера и организационе структуре терористичких организација, њихово гоњење и припремање материјалних доказа о њиховим плановима и циљевима за сврхе судских процеса. У Француској се сарадња између обавештајних и криминалистичких служби и правосудних органа остварује преко Јединице за координацију антитерористичких активности (Unité de Coordination de lutte antiterroriste – UCLAT) и 14. дивизије тужилаштва у Паризу (14th Division of the Paris prosecution service – Parquet). 
Спајањем Дирекције за надзор територије (Direction de la surveillance du territoire – DST) и Централне дирекције за општа обавештења (Direction centrale des renseignements généraux – DCRG) настала је нова служба – Централна дирекција за унутрашње обавештавање (Direction centrale du renseignement intérieur – DCRI), која тренутно има централну улогу у борби против тероризма, кроз реализацију самосталних активности и блиску сарадњу са тужилаштвом и судским органима задуженим за борбу против тероризма. Поред надлежности за контраобавештајни рад и борбу против тероризма, DCRI има и специфичну кривичну надлежност, односно посебне истражне ингеренције у кривичном поступку, што је јединствен случај. Ове надлежности обезбеђују DCRI изузетну моћ унутар француског система националне безбедности, јер она фактички представља својеврстан „мост“ између обавештајног и криминалистичког рада и кривичне активности.